# 関西フィルハーモニー管弦楽団
公益財団法人関西フィルハーモニー管弦楽団（かんさいフィルハーモニーかんげんがくだん、英: Kansai Philharmonic Orchestra）は、大阪府門真市に本拠地をおくオーケストラ。日本オーケストラ連盟正会員。通称は「関西フィル」。2003年10月から特定非営利活動法人として活動。

## 歴史
1970年に指揮者・宇宿允人ら、阪神間の若い弦楽奏者約15人が集いヴィエール室内合奏団の名称で発足。当初の演奏会は年約20回。楽団員は出来高でギャラを貰った。1975年に管楽器を加えてヴィエール・フィルハーモニックと改称し、給料制も導入した。発足以来、運営は赤字続きだったが、大東市に本社を置き、住道駅前でショッピングセンター「ポップタウン住道」を経営する大川創業の社長である大川真一郎が、楽団の赤字補填と資金調達のため年間3,000万円以上にも上る資金援助を行った。大川は本業の傍らクラリネット奏者として在籍後、約20年間楽団代表を務め、その間、計数10億円を拠出した。関西財界の支援も創設期からあり、安井建築設計事務所（大阪市）の佐野正一相談役は、佐治敬三サントリー社長と大阪フィルハーモニー交響楽団を設立した鈴木剛元住友銀行頭取に関西財界挙げて支援を頼んだ。同じく大阪フィルハーモニー交響楽団の創設者・朝比奈隆は「大阪に二つもオーケストラはいらない」と反対したが、佐野が「それでは関西の音楽水準は上がらない」と反論。サントリーの他、数社が年1000万弱の支援を始め、後援会事務局をサントリー社内に置いた。
1980年に大阪シンフォニカ―（現・大阪交響楽団）、1989年に大阪センチュリー交響楽団（現・日本センチュリー交響楽団）ができ、競争が激化。1982年に現在の名称となる。大川真一郎が、いわゆる企業メセナの一環として楽団運営の屋台骨を支えた（楽団創立40周年を記念する第223回定期演奏会（2010年9月10日）の演奏会プログラムには「楽団が最も困難だった時代、数十億の私財を投じ」とある）。大川は自身がクラリネットを嗜み、自費で同団を雇って協奏曲を演奏し、宇宿に演奏解釈を師事するなど、経営面だけでなく演奏の現場感覚を熟知していた。
昭和天皇が崩御した1989年と阪神・淡路大震災があった1995年はともに1億2000万円の赤字を出し、1998年に楽団員の給料を4割カットし、平均年収は約200万円に減った。
2003年のNPO法人移行に際しては、大川は計4億5000万円の楽団向けの債権（個人分と会社分）も全て放棄している。同社は1986年から1993年までポップタウン内に楽団の練習場も提供しており、弁天町に移転するまでの拠点であった。現在でも大東市主催の音楽イベントは関西フィルの出演が多い。なお、前述のように大川自身がアマチュアのクラリネット奏者として活動しており、ヴィエール時代から協奏曲での共演が多かったことが、比較的スムースな移行の背景にあるとされている。
2004年に関西財界屈指の求心力を持つ井上礼之ダイキン工業代表取締役会長兼CEOが理事長に就き、理事も徐々に現役経済人に代替わりし、ようやく赤字体質から脱した。演奏依頼も1990年代半ばの約50回から2010年代に倍増した。企業協賛も3倍近くになり、年間予算は5億円を越えるようになった。
その後、小松一彦、黒岩英臣、ウリ・マイヤーが歴任。小松は名誉指揮者となっている。続けて飯守泰次郎が2001年より常任指揮者に就任（2011年より桂冠名誉指揮者、没後永久桂冠名誉指揮者）、2011年にオーギュスタン・デュメイが音楽監督に就任。
2025年4月現在の指揮者陣は藤岡幸夫（2000年より正指揮者、2007年より首席指揮者、2025年より総監督・首席指揮者）、鈴木優人（2023年より首席客演指揮者）、リオ・クオクマン（2025年よりアーティスティック・パートナー）、オーギュスタン・デュメイ（2008年より首席客演指揮者、2011年より音楽監督、2025年より名誉指揮者）。また飯守泰次郎（永久桂冠名誉指揮者）の名も残されている。。また同年に山田和樹が、フレンド・オブ・サチオに就任した（この役職名は山田の提案である。）。2025年8月現在のコンサートマスターはギオルギ・バブアゼ、木村悦子、赤松由夏、堀江恵太。
2000年から2002年にかけて飯守泰次郎の指揮でベートーヴェンの交響曲・協奏曲全曲の演奏会が行われた。2012年から2018年にかけて藤岡の指揮でシベリウスの交響曲全曲の演奏が行われた。2011年から2022年にかけて飯守の指揮でブルックナーの交響曲全曲（1～9番、0番、00番）の演奏が行われた。
小松が常任指揮者だった時期には、大阪府吹田市出身の作曲家・貴志康一の作品が取り上げられた。飯守も、貴志や神戸市出身の大澤壽人の作品を積極的に取り上げている。また藤岡の指揮で吉松隆の交響曲第4番、チェロ協奏曲『ケンタウルス・ユニット』、ソプラノ・サクソフォーン協奏曲『アルビレオ・モード』の世界初演（ただし交響曲第4番はイギリスでのCD録音が先だったので公開初演）を行っている。藤岡の指揮では他にも菅野祐悟の2つの交響曲、チェロ協奏曲、ピアノ協奏曲を初演。大島ミチルの管弦楽曲や合唱曲もとりあげられている。
公演は、大阪市のザ・シンフォニーホールで年9回程度の定期演奏会、いずみホールでの演奏会シリーズのほか出張公演も数多くこなす。地方公演の多くが毎年の恒例や定期演奏会となっているのも特徴である。
2014年10月から藤岡が司会を務めるテレビ番組『エンター・ザ・ミュージック』（BSテレ東）では、多くの回で藤岡の指揮による演奏が放映されており、全国区でテレビにレギュラー出演する唯一の地方オーケストラとなっている。
2015年5月下旬から6月上旬にかけて、楽団初のヨーロッパ公演をスイス・ドイツ・イタリアの5都市で行った。指揮（とヴァイオリン独奏）はすべて音楽監督のデュメイが行った。
2015年8月、東大阪市と「文化芸術のまち推進協定」を締結。
2018年7月、公益財団法人へ移行。
2021年3月に、大阪市から門真市へ事務所と練習場を移転。門真市民文化会館ルミエールホールが練習場となる。

## 演奏会
- 定期演奏会
  - ザ・シンフォニーホール（年間9回）
- いずみホールシリーズ
  - いずみホール（年3回程度）
- Meet The Classic
  - いずみホール（年2回程度）
- ベートーヴェン「第九」特別演奏会
  - ザ・シンフォニーホール（年間1回）